# كيمتشايك
كيمتشايك (김책시) هي مدينة في كوريا الشمالية، تتبع منطقة شمال هامغيونغ، بلغ عدد سكانها 195٬217 نسمة، في 2005.

## المناخ
يظهر الجدول التالي التغييرات المناخية على مدار السنة لكيمتشايك:
| البيانات المناخية لـكيمتشايك                         | البيانات المناخية لـكيمتشايك | البيانات المناخية لـكيمتشايك | البيانات المناخية لـكيمتشايك | البيانات المناخية لـكيمتشايك | البيانات المناخية لـكيمتشايك | البيانات المناخية لـكيمتشايك | البيانات المناخية لـكيمتشايك | البيانات المناخية لـكيمتشايك | البيانات المناخية لـكيمتشايك | البيانات المناخية لـكيمتشايك | البيانات المناخية لـكيمتشايك | البيانات المناخية لـكيمتشايك | البيانات المناخية لـكيمتشايك |
| الشهر                                                | يناير                        | فبراير                       | مارس                         | أبريل                        | مايو                         | يونيو                        | يوليو                        | أغسطس                        | سبتمبر                       | أكتوبر                       | نوفمبر                       | ديسمبر                       | المعدل السنوي                |
| ---------------------------------------------------- | ---------------------------- | ---------------------------- | ---------------------------- | ---------------------------- | ---------------------------- | ---------------------------- | ---------------------------- | ---------------------------- | ---------------------------- | ---------------------------- | ---------------------------- | ---------------------------- | ---------------------------- |
| الدرجة القصوى °م (°ف)                                | 14.0 (57.2)                  | 16.7 (62.1)                  | 27.8 (82.0)                  | 35.2 (95.4)                  | 34.0 (93.2)                  | 34.3 (93.7)                  | 37.0 (98.6)                  | 36.6 (97.9)                  | 32.9 (91.2)                  | 30.2 (86.4)                  | 23.7 (74.7)                  | 17.8 (64.0)                  | 37.0 (98.6)                  |
| متوسط درجة الحرارة الكبرى °م (°ف)                    | −0.3 (31.5)                  | 1.0 (33.8)                   | 5.5 (41.9)                   | 12.1 (53.8)                  | 16.3 (61.3)                  | 19.6 (67.3)                  | 23.9 (75.0)                  | 25.9 (78.6)                  | 22.7 (72.9)                  | 17.2 (63.0)                  | 9.2 (48.6)                   | 2.3 (36.1)                   | 13.0 (55.4)                  |
| المتوسط اليومي °م (°ف)                               | −5.3 (22.5)                  | −3.8 (25.2)                  | 0.9 (33.6)                   | 7.0 (44.6)                   | 11.8 (53.2)                  | 15.5 (59.9)                  | 20.1 (68.2)                  | 22.1 (71.8)                  | 17.8 (64.0)                  | 11.8 (53.2)                  | 4.6 (40.3)                   | −2.2 (28.0)                  | 8.4 (47.1)                   |
| متوسط درجة الحرارة الصغرى °م (°ف)                    | −10.4 (13.3)                 | −8.7 (16.3)                  | −3.3 (26.1)                  | 2.6 (36.7)                   | 7.4 (45.3)                   | 12.4 (54.3)                  | 17.5 (63.5)                  | 19.2 (66.6)                  | 13.7 (56.7)                  | 7.1 (44.8)                   | −0.3 (31.5)                  | −7.3 (18.9)                  | 4.2 (39.6)                   |
| أدنى درجة حرارة °م (°ف)                              | −26.0 (−14.8)                | −20.0 (−4.0)                 | −15.0 (5.0)                  | −7.1 (19.2)                  | −0.5 (31.1)                  | 1.0 (33.8)                   | 9.0 (48.2)                   | 10.6 (51.1)                  | 2.8 (37.0)                   | −4.0 (24.8)                  | −16.6 (2.1)                  | −25.1 (−13.2)                | −26.0 (−14.8)                |
| الهطول مم (إنش)                                      | 19.4 (0.76)                  | 16.8 (0.66)                  | 23.8 (0.94)                  | 37.4 (1.47)                  | 51.5 (2.03)                  | 72.5 (2.85)                  | 120.2 (4.73)                 | 166.6 (6.56)                 | 83.6 (3.29)                  | 42.1 (1.66)                  | 34.0 (1.34)                  | 29.7 (1.17)                  | 697.6 (27.46)                |
| متوسط أيام هطول الأمطار (≥ 1.0 mm)                   | 5                            | 3                            | 3                            | 4                            | 7                            | 7                            | 8                            | 9                            | 6                            | 4                            | 5                            | 5                            | 65                           |
| متوسط الرطوبة النسبية (%)                            | 63                           | 64                           | 65                           | 70                           | 78                           | 86                           | 88                           | 85                           | 77                           | 70                           | 64                           | 60                           | 72                           |
| ساعات سطوع الشمس الشهرية                             | 173                          | 197                          | 231                          | 225                          | 222                          | 141                          | 141                          | 173                          | 207                          | 218                          | 172                          | 161                          | 2٬261                        |
| المصدر #1: الأرصاد الجوية الألمانية (sun, 1961–1990) |                              |                              |                              |                              |                              |                              |                              |                              |                              |                              |                              |                              |                              |
| المصدر #2: Meteo Climat (extremes, 1906–present)     |                              |                              |                              |                              |                              |                              |                              |                              |                              |                              |                              |                              |                              |